# Konkoly Norbert
Konkoly Norbert Attila (Miskolc, 1967. december 18. –) magyar diplomata, 2018-tól Magyarország moszkvai nagykövete.

## Pályafutása
1992-ben végzett a moszkvai Nemzetközi Kapcsolatok Intézetében (MGIMO), majd azonnal a külügyminisztériumban kezdett dolgozni, ahol 1994-ig portugál referens volt - egy rövid ideig pedig a barcelonai főkonzulátuson a konzult helyettesítette. 1995-től Kanadában konzuli feladatokat látott el. 2003-tól 2007-ig a londoni magyar nagykövetségen dolgozott.
2010. október 13-án nevezték ki Magyarország lisszaboni nagykövetsége élére, majd 2010. november 4-től portugáliai nagykövetként akkreditálták a Zöld-foki Köztársaságban is. Portugáliában kezdeményezője volt, hogy a SL Benfica stadionjánál a klubcsapat legendás, magyar származású edzőjének, Guttmann Bélának szobrot állítsanak. 2014. augusztus 1-jével portugáliai nagyköveti beosztásából a köztársasági elnök felmentette, és kinevezte brazíliavárosi nagykövetségünk élére. Brazíliai nagykövetként ő képviselte hazánkat Suriname-ban és a Guyanai Szövetkezeti Köztársaságban is. 2018 március 2-án - egyidőben - mentették fel brazíliavárosi megbízatásai alól, és nevezték ki Magyarország moszkvai nagykövetsége élére. Megbízólevelét 2018. október 11-én adta át Vlagyimir Putyinnak.
Felsőfokon beszél angolul, portugálul és oroszul, továbbá spanyolul és franciául is. Nős, három gyermeke van.

## Díjai
- A Magyar Érdemrend középkeresztje (2022)